# Drimys
Drimys is een geslacht uit de familie Winteraceae. Het geslacht telt ongeveer acht groenblijvende plantensoorten die voorkomen in het Neotropisch gebied. Het verspreidingsgebied van de soorten strekt zich uit van Mexico in het noorden tot in het meest zuidelijkste deel van Zuid-Amerika. Drimys confertifolia is endemisch in de Juan Fernández-archipel, een eilandengroep 670 kilometer van de Chileense westkust verwijderd. 

## Soorten
- Drimys andina (Reiche) R.A.Rodr. & Quezada
- Drimys angustifolia Miers
- Drimys brasiliensis Miers
- Drimys confertifolia Phil.
- Drimys granadensis L.f.
- Drimys roraimensis (A.C.Sm.) Ehrend., Silberb.-Gottsb. & Gottsb.
- Drimys winteri J.R.Forst. & G.Forst.

... · 
Drimys · 
Pseudowintera · 
Takhtajania · 
Tasmannia · 
Zygogynum · 
...